# Александър Викторенко
Алекса́ндър Степа́нович Викторе́нко е полковник от ВВС на Русия, космонавт 1-ви клас, летец-изпитател 3-ти клас.

## Биография
Викторенко е роден на 27 март 1947, с. Олгинка, Сергеевски район, Североказахстанска област, Казахска ССР. 
През 1969 г. завършва с отличие Оренбургското военновъздушно училище за летци и получава специалност летец-инженер. От 1969 до 1978 г. служи във ВВС на СССР.

### В отряда на космонавтите
През 1978 г. е зачислен в отряда на космонавтите.
Първото си назначение получава като командир на резервния екипаж на посетителската експедиция, заедно с Виталий Севастянов. През 1984 г. е назначен за командир на дублиращия екипаж на Союз Т-14, а през ноември 1985 г. на Союз Т-15.
През 1987 г. е назначен за командир на основния съветско-сирийски екипаж. полетът се осъществява от 22 до 30 юли същата година.
След това е дубльор на командира на съветско-френския екипаж през 1988 г.
Вторият си полет извършва от 6 септември 1989 до 19 февруари 1990 г. на борда на космическия кораб Союз ТМ-8 и орбиталния комплекс „Мир“ като командир на пета основна експедиция, заедно с Александър Серебров. На борда на станцията и с Анатолий Соловьов и Александър Баландин. По време на полета прави пет излизания в открития космос с обща продължителност 15 часа 36 минути. По време на излизанията прави изпитания на новия скафандър „Орлан ДМА“ – средсто за придвижване на космонавта в открития космос. продължителността на полета е над 166 денонощия.
През декември 1990 г. е командир на резервния екипаж по програмата на девета основна експедиция на станцията „Мир“.
От май 1991 г. е командир на дублиращия екипаж на десета основна експедиция („Союз ТМ-13“).
Третият си полет Викторенко извършва като командир на кораба Союз ТМ-14 и орбиталната станция „Мир“ по програмата на 11-а основна експедиция, заедно с Александър Калери и Клаус-Дитрих Фладе. На станцията „Мир“ работи заедно с Александър Волков, Сергей Крикальов, Анатолий Соловьов, Сергей Авдеев и Мишел Тонини (Франция). Продължителността на полета е над 145 денонощия.
И през май 1994 г. е командир на дублиращия екипаж на 16-а основна експедиция на станцията „Мир“, заедно с Елена Кондакова.
На 4 октомври 1994 г. стартира за четвърти път в космоса като командир на космическия кораб Союз ТМ-20, орбиталната станция „Мир“ и 17-а основна експедиция. Екипажът включва още Е. Кондакова и германеца Улф Мерболд. На станцията работи с Юрий Маленченко, Талгат Мусабаев, Валерий Поляков, Владимир Дежуров, Генадий Стрекалов и американеца Норман Тагард. продължителността на полета е над 169 денонощия.
| Космически полети на Александър Викторенко                        | Космически полети на Александър Викторенко | Космически полети на Александър Викторенко | Космически полети на Александър Викторенко | Космически полети на Александър Викторенко |
| №                                                                 | Дата                                       | КК                                         | Функции                                    | Продължителност                            |
| ----------------------------------------------------------------- | ------------------------------------------ | ------------------------------------------ | ------------------------------------------ | ------------------------------------------ |
| 1                                                                 | 22 юли 1987                                | „Союз ТМ-3“                                | Командир                                   | 7 денонощия 23 часа 4 мин 55 сек.          |
| 2                                                                 | 6 септември 1989                           | „Союз ТМ-8“                                | Командир                                   | 166 денонощия 6 часа 58 мин 16 сек.        |
| 3                                                                 | 17 март 1992                               | „Союз ТМ-14“                               | Командир                                   | 145 денонощия 14 часа 10 мин 33 сек.       |
| 4                                                                 | 4 октомври 1994                            | „Союз ТМ-20“                               | Командир                                   | 169 денонощия 5 часа 21 мин 35 сек.        |
| Сумарно време в космоса – 489 денонощия 1 час 35 минути и 19 сек. |                                            |                                            |                                            |                                            |

Има 6 излизания в открития космос с обща продължителност 19 часа и 39 минути.
Напуска отряда на космонавтите през 1997 г., поради достигане на пределна възраст.
Умира на 10 август 2023 г. на 76-годишна възраст.

## Награди
- Герой на Съветския съюз (1987)
- Орден „За заслуги пред Отечеството“ III степен (10 април 1995) – за мъжество и героизъм, проявен по време на продължителния космически полет на орбиталния научноизследователски комплекс „Мир“[1]
- Орден „Дружба между народите“ (11 август 1992) – за успешно осъществяване на продължителния космически полет на орбиталната станция „Мир“ и проявени при това мъжество и героизъм[2]
- Орден „Ленин“
- Орден „Октомврийска революция“ (19 февруари 1990) – за успешно осъществяване на космическия полет на орбиталния научноизследователски комплекс „Мир“ и проявени при това мъжество и героизъм[3]
- Кавалер на ордена на „Почетния легион“ (март 1988)
- Герой на Сирийската Арабска република (1987)

## Забележки
1. ↑  Указ на Президента на Руската Федерация от 10 април 1995 г. № 338
2. ↑  Указ на Президента на Руската Федерация от 11 август 1992 г. № 869
3. ↑  Указ на Президиума на Върховния Съвет на СССР от 19 февруари 1990 г. № 1190-I